# My Darkest Days (álbum)
My Darkest Days es el primer álbum de estudio de la banda canadiense de rock alternativo, My Darkest Days. Fue lanzado el 21 de septiembre de 2010, vendiendo más de 100 000 copias en los Estados Unidos y más de 20 000 en Canadá. El primer sencillo, Porn Star Dancing, recibió certificación de oro en ambos países.

## Lista de pistas

### Versión estándar
| N.º | Título                                                 | Duración |  |
| 1.  | «Move Your Body»                                       | 3:13     |  |
| 2.  | «Porn Star Dancing (con Chad Kroeger y Zakk Wylde)»    | 3:19     |  |
| 3.  | «Every Lie»                                            | 2:56     |  |
| 4.  | «Like Nobody Else»                                     | 3:41     |  |
| 5.  | «The World Belongs to Me»                              | 3:42     |  |
| 6.  | «Save Me»                                              | 3:41     |  |
| 7.  | «Set It on Fire (con Orianthi Panagaris)»              | 3:27     |  |
| 8.  | «Come Undone (con Jessie James, cover de Duran Duran)» | 4:08     |  |
| 9.  | «Can't Forget You»                                     | 3:53     |  |
| 10. | «Goodbye»                                              | 3:59     |  |
| 11. | «Porn Star Dancing (con Chad Kroeger y Ludacris)»      | 3:55     |  |

### Versión iTunes
| N.º | Título                | Duración |  |
| 12. | «Fucked Up Situation» | 3:38     |  |

### Versión extendida
| N.º | Título                     | Duración |  |
| 12. | «Without You»              | 4:22     |  |
| 13. | «Still Worth Fighting For» | 3:16     |  |